# راج کانوار
راج کانوار (هندی: राज कंवर؛ ۱۹۶۶–۲۰۱۲) یک کارگردان فیلم، تهیه‌کننده فیلم، و فیلم‌نامه‌نویس سینمای بالیوود هند بود. اوفعالیت کارگردانی خود را ابتدا در دهلی آغاز کرد و سپس به بمبئی رفته و حرفه خود را به عنوان دستیار کارگردان هندی راجکومار سانتوشی ادامه‌داد. عاشق دیوانه وار اولین فیلمی بود که کانوار در سال ۱۹۹۲ کارگردانی کرد.